# Touch (manga)
Touch (タッチ?, Tatchi) è un manga shōnen scritto e disegnato da Mitsuru Adachi, pubblicato in Giappone sulla rivista Weekly Shōnen Sunday di Shogakukan dall'agosto 1981 al novembre 1986. In Italia è stato pubblicato, in seguito alla serie animata, da Star Comics tra il luglio 1999 e l'agosto 2001.
Dal manga è stata tratta una serie televisiva anime, prodotta da Gallop e da Group TAC e andata in onda in Giappone su Fuji TV dal marzo 1985 al marzo 1987; in Italia è stata trasmessa con il titolo Prendi il mondo e vai sull'emittente Italia 1 dal settembre 1988. Successivamente sono stati prodotti tre film cinematografici e due speciali televisivi che narrano le vicende successive alla fine del manga, pubblicati anche in Italia da Yamato Video. Tratto dalla serie è anche un TV dorama del 1987 e un film live action del 2005 con Masami Nagasawa nella parte di Minami Asakura.
L'opera ha vinto nel 1982 lo Shogakukan Manga Award nella categoria shōnen e in totale, all'anno 2004, ha venduto oltre i 100 milioni di copie.

## Trama
Kazuya Uesugi (Kim Brandell, in Italia) è un ragazzo modello: è il primo della classe ed è il campione della squadra di baseball dell'Istituto Meisei; Tatsuya (Tom) è l'opposto del fratello: pigro e indolente, non ama studiare e non si dedica ad alcuno sport; Minami Asakura, invece, è una loro amica d'infanzia, vicina di casa e compagna di classe dei gemelli.

### Primo anno
Minami e i due gemelli Uesugi, insieme a Kōtarō Matsudaira (Giancarlo), compagno di squadra di Kazuya, si ritrovano nella stessa classe. Quando si tratta di scegliere il club sportivo a cui iscriversi Kazuya, Minami e Kōtarō non hanno alcun dubbio: scelgono il club del baseball. La manager del club di baseball, Sachiko Nishio, convinta che anche Tatsuya nasconda del talento, cerca di convincerlo ad iscriversi anch'egli al club di baseball, ma il ragazzo, benché tentato dall'idea, è molto indeciso: non vuole competere con suo fratello, né sul campo di gioco, né per conquistare Minami. A complicare le cose c'è il fatto che Kazuya in quanto volenteroso e vincente viene visto ed incoraggiato dalle famiglie come naturale pretendente di Minami; se non fosse che lei, segretamente, preferisce l'introverso Tatsuya. Così quando Shoei Harada gli dà penna e quaderno, Tatsuya si ritrova, suo malgrado, iscritto al club di pugilato. Inizia il campionato studentesco e Kazuya porta la sua squadra fino alle finali, mentre Tatsuya perde l'unico incontro a cui partecipa (vince però, come premio di consolazione, un bacio di Minami). Kazuya è a un passo dal realizzare il sogno di Minami: portarla al Kōshien. La mattina della finale, Kazuya esce di casa per recarsi al campo di gioco, seguito poco dopo da Tatsuya. Ma Kazuya non arriverà mai allo stadio: durante il tragitto ha un incidente in cui, per salvare un bambino, viene investito e muore, nonostante i soccorsi. Quando Tatsuya arriva al campo di gioco della scuola Meisei, punto di ritrovo della squadra, non vedendo suo fratello, si ricorda di un gruppo di persone che si erano raccolte lungo la strada, attratte da un incidente. Tatsuya torna quindi sui suoi passi, proprio per scoprire che la vittima dell'incidente, un ragazzo con un'uniforme da baseball, non era altri che suo fratello, che non sopravviverà all'incidente, mentre il Meisei, orfano del suo asso, ovviamente non riesce a vincere la partita.
Dopo la morte di Kazuya, la squadra di baseball precipita nello sconforto, soprattutto Kōtarō. Tatsuya nasconde dietro un'apparente serenità e scherzosità la sua enorme sofferenza, che solo Minami riesce a cogliere, mentre gli altri lo ritengono un insensibile. Un giorno, Tatsuya, vestendo i panni del gemello deceduto, per fare uno scherzo, fa un'apparizione sul campo di baseball e fa un lancio completamente fuori misura, ma talmente potente da rimanere incastrato nella rete metallica che delimita il campo, che viene deformata dalla forza del tiro. È allora che Kuroki, capitano della squadra, capisce il talento di Tatsuya e fa di tutto per convincerlo a fargli cambiare club. Dopo una lunga trattativa con il capitano del club del pugilato, quest'ultimo "venderà" Tatsuya al club di baseball in cambio di un autografo di Rumiko Takahashi. Tatsuya, ancora non del tutto convinto, decide tuttavia di accettare la sfida e di prendere il posto di suo fratello all'interno della squadra, vestendo la maglia numero 1, quella dell'asso, che fu di Kazuya.

### Secondo anno
Novità per Minami, che pressata da una ginnasta decide di partecipare agli allenamenti della squadra di ginnastica oltre che essere la manager del club di baseball. Entrano nuovi comprimari nella storia: i due avversari principali di Tatsuya sia nel gioco che nella relazione con Minami che fatica sempre a decollare, Nitta del Sumi e Nishimura del Seinan. Alla fine del campionato il Meisei è fermato in semifinale all'undicesimo inning per 1 a 0 dal Seinan di Nishimura che sarà a sua volta battuto in finale dal Sumi.

### Terzo anno
L'allenatore Nishio viene ricoverato presso un ospedale per un attacco di cuore, ma, prima d'andare in pensione, trova un sostituto per portare la squadra in finale: Eiichiro Kashiwaba, anche se per un errore al liceo Meisei arriva il fratello minore, Eijiro. La prima cosa che il nuovo allenatore fa è cacciare dal club Minami, con gran gioia di Yuka, sorella minore di Nitta e nuova manager innamorata di Tatsuya. Si scoprirà poi che l'allenatore sostituto era nella squadra di baseball del medesimo istituto con il fratello maggiore, ma rimase sempre nella sua ombra nonostante la bravura e ora odia il baseball e rivede in Tatsuya e Katsuya sé e il fratello. Minami può dedicare tutto il suo tempo alla ginnastica ritmica e infatti arriva al primo posto nel campionato del Kanto. Il campionato inizia e il Meisei esce vittorioso dalle eliminatorie arrivando a giocare la finale con il Sumiko di Nitta. Dopo una lunga e faticosa partita, e grazie al repentino cambiamento dell'allenatore, Tatsuya e i suoi compagni vincono all'undicesimo inning per 5 a 4, conquistando l'accesso al Kōshien. Durante l'ultimo lancio contro Nitta, anche se solo per un momento, lo spirito del fratello Kazuya va a incoraggiare Tatsuya. A coronamento del sogno di Minami e del fratello morto, Tatsuya riesce anche a rivelare il suo amore a Minami, naturalmente corrisposto. La storia si chiude con il bacio fra i due ragazzi e con il trofeo del Kōshien nella libreria di Tatsuya, facendo capire che il Meisei ha vinto il campionato studentesco.

## Personaggi

Tatsuya (Tom) e Minami

Tatsuya Uesugi (上杉 達也?, Uesugi Tatsuya, in Italia Tom Brandell)
Doppiato da: Yūji Mitsuya (ed. giapponese), Luigi Rosa (ed. italiana)
Il protagonista e maggiore dei gemelli Uesugi. Apparentemente egoista e pigro in realtà la sua qualità principale è costituita dalla sua natura altruistica; naturalmente atletico, lascia al fratello minore la possibilità di progredire al posto suo nel baseball. Inizialmente allo sport preferisce guardare riviste illustrate con ragazze in costume e spiare le compagne cambiarsi negli spogliatoi.
Kazuya Uesugi (上杉 和也?, Uesugi Kazuya, in Italia Kim Brandell)
Doppiato da: Keiichi Nanba (ed. giapponese), Gabriele Calindri (ed. italiana)
Il più giovane dei gemelli, s'impegna duramente e con assiduità sia a scuola che nello sport; è apparentemente l'esatto contrario del fratello. La sua abilità ed impegno ne fanno il favorito della famiglia: i genitori difatti pensano già a farlo sposare con l'amica d'infanzia Minami. Assiduo ed appassionato ascoltatore di musica classica, pare che con la sola forza di volontà e costanza possa giungere ad eccellere in tutto.
Minami Asakura (浅倉 南?, Asakura Minami, in Italia solo Minami)
Doppiata da: Noriko Hidaka (ed. giapponese), Donatella Fanfani (ed. italiana)
Vicina di casa e cara amica di entrambi i gemelli, nonché loro compagna di scuola, è l'unica a saperli sempre distinguere, anche quando Tatsuya cerca di farsi passare per il fratello. Intelligente ed attiva, s'iscriverà al club del baseball come manager e successivamente a quello di ginnastica ritmica dove diventerà presto una giovane promessa. È molto bella ma anche gentile e per questo riscuote molto successo sia tra i ragazzi che tra le ragazze. Il suo sogno è che Kazuya possa portarla al Kōshien per questo è per lui di continuo sostegno ed incoraggiamento, ma ha anche un altro sogno molto più semplice che vorrebbe fosse Tatsuya a realizzare.
Shingo Uesugi (上杉 信悟?, Uesugi Shingo, in Italia Signor Brandell) & Haruko Uesugi (上杉 晴子?, Uesugi Haruko, in Italia Signora Brandell)
Doppiati da: Shigeru Chiba e Kazue Komiya (ed. giapponese), Pietro Ubaldi e Rossana Bassani (ed. italiana)
Genitori dei due gemelli, si vedono spesso flirtare e prendersi in giro l'un con l'altra nonostante la presenza dei ragazzi.
Punch (パンチ?, Panchi)
Doppiato da: Shigeru Chiba (ed. giapponese), Pietro Ubaldi (ed. italiana)
Cane della famiglia Uesugi, grosso e giocherellone.
Toshio Asakura (浅倉 俊夫?, Asakura Toshio)
Doppiato da: Hiroshi Masuoka (ed. giapponese), Antonio Paiola (1ª voce) e Antonello Governale (2ª voce) (ed. italiana)
Padre di Minami rimasto vedovo, gestisce un caffè chiamato 'Vento del Sud', spesso aiutato dalla figlia. Anche lui spera che Minami possa presto sposarsi col bravo Kazuya. Gli piace fumare la pipa.
Kōtarō Matsudaira (松平 孝太郎?, Matsudaira Kōtarō, in Italia Giancarlo)
Doppiato da: Kobuhei Hayashiya (ed. giapponese), Donato Sbodio (ed. italiana)
Il miglior amico di Kazuya, gioca come ricevitore nella squadra di baseball. Durante l'ultimo anno diventerà anche il nuovo capitano della squadra. Inizialmente si rivolge a Tatsuya come il 'fratello scemo' di Kazuya, ma quando inizia a giocare nella squadra impara a riconoscerne le qualità come persona e come giocatore e diventa per lui una spalla ed un amico.
Shōhei Harada (原田 正平?, Harada Shōhei)
Doppiato da: Banjō Ginga (ed. giapponese), Guido Rutta (ed. italiana)
Il classico bullo della scuola, ma nonostante l'aspetto ed atteggiamento burbero si dimostrerà un sincero amico per Tatsuya.
Akio Nitta (新田 明男?, Nitta Akio, in Italia Nello)
Doppiato da: Kazuhiko Inoue (ed. giapponese), ? (1ª voce) e Luca Semeraro (2ª voce) (ed. italiana)
Amico di Shohei ed ex-delinquente è un battitore talentuoso ed ha molto successo tra le ragazze, ma lui sembra avere una cotta per Minami. Ha iniziato a dedicarsi seriamente al baseball dopo essere uscito sconfitto da un confronto con Kazuya, ma a causa della sua prematura scomparsa non ha mai potuto prendersi una rivincita. Vede nel fratello Tatsuya il suo erede ed unico rivale, dentro e fuori dal campo.
Yuka Nitta (新田 由加?, Nitta Yuka, in Italia Chicca)
Doppiata da: Miina Tominaga (ed. giapponese), Alessandra Karpoff (1ª voce) e Dania Cericola (2ª voce) (ed. italiana)
Sorellina di Akio, un tipino capriccioso e testardo. Innamorata di Tatsuya s'iscriverà al suo stesso liceo per diventare la nuova manager della squadra.
Isami Nishimura (西村 勇?, Nishimura Isami, in Italia Emanuele)
Doppiato da: Ryūsei Nakao (ed. giapponese), Federico Danti (1ª voce) e Antonio Zanoletti (2ª voce) (ed. italiana)
Un lanciatore un po' presuntuoso che si sopravvaluta. Anche lui ha una cotta per Minami ed è un suo grande fan come ginnasta.
Eijirō Kashiwaba (柏葉 英二郎?, Kashiwaba Eijirō, in Italia Marco Roccaforte)
Doppiato da: Hideyuki Tanaka (ed. giapponese), Orlando Mezzabotta (ed. italiana)
Il sostituto allenatore, un tipo brutale e spartano. Accetta di diventare il sostituto allenatore con l'unico scopo di vendicarsi della squadra che anni prima lo aveva cacciato.
Shigenori Nishio (西尾 茂則?, Nishio Shigenori, in Italia Signor Doriano)
Doppiato da: Kōichi Kitamura (ed. giapponese), ? (ed. italiana)
Allenatore ufficiale della scuola, durante l'ultimo anno si ammala e deve passare l'intera stagione in ospedale.
Sachiko Nishio (西尾 佐知子?, Nishio Sachiko, in Italia Sandra)
Doppiato da: Hiromi Tsuru (ed. giapponese), Caterina Rochira (ed. italiana)
Figlia di Shigenori e manager della squadra insieme a Minami per i primi due anni.
Takeshi Kuroki (黒木 武?, Kuroki Takeshi, in Italia Giulio)
Doppiato da: Kaneto Shiozawa (ed. giapponese), Gianfranco Gamba (ed. italiana)
Capitano della squadra per i primi due anni della storia e fidanzato di Sachiko.

## Manga
Il manga è stato pubblicato sulla rivista Shōnen Sunday a partire dall'agosto 1981 al novembre 1986 e successivamente è stato serializzato in 26 tankōbon per conto della Shogakukan, pubblicati tra il dicembre 1981 e il gennaio 1987. L'opera ha ricevuto diverse ristampe in vari formati nel corso degli anni: in 11 wideban, in 14 bunkoban e in 17 volumi perfect edition con alcune pagine a colori.
In Italia è uscito per Star Comics dal luglio 1999 all'agosto 2001, mantenendo il titolo originale così come i nomi dei personaggi, ma con il sottotitolo Prendi il mondo e vai in copertina per fidelizzazione con gli spettatori televisivi. Da novembre 2016 a ottobre 2017 è stata pubblicata in 12 volumi la perfect edition con alcune pagine a colori.

### Volumi
| Nº | Data di prima pubblicazione | Data di prima pubblicazione | Data di prima pubblicazione |
| Nº | Giapponese                  | Giapponese                  | Italiano                    |
| -- | --------------------------- | --------------------------- | --------------------------- |
| 1  | dicembre 1981               | ISBN 4-09-120651-4          | 1º luglio 1999              |
| 2  | marzo 1982                  | ISBN 4-09-120652-2          | 1º agosto 1999              |
| 3  | luglio 1982                 | ISBN 4-09-120653-0          | 1º settembre 1999           |
| 4  | ottobre 1982                | ISBN 4-09-120654-9          | 1º ottobre 1999             |
| 5  | gennaio 1983                | ISBN 4-09-120655-7          | 1º novembre 1999            |
| 6  | aprile 1983                 | ISBN 4-09-120656-5          | 1º dicembre 1999            |
| 7  | luglio 1983                 | ISBN 4-09-120657-3          | 1º gennaio 2000             |
| 8  | ottobre 1983                | ISBN 4-09-120658-1          | 1º febbraio 2000            |
| 9  | dicembre 1983               | ISBN 4-09-120659-X          | 1º marzo 2000               |
| 10 | maggio 1984                 | ISBN 4-09-120660-3          | 1º aprile 2000              |
| 11 | luglio 1984                 | ISBN 4-09-121131-3          | 1º maggio 2000              |
| 12 | settembre 1984              | ISBN 4-09-121132-1          | 1º giugno 2000              |
| 13 | novembre 1984               | ISBN 4-09-121133-X          | 1º luglio 2000              |
| 14 | dicembre 1984               | ISBN 4-09-121134-8          | 1º agosto 2000              |
| 15 | gennaio 1985                | ISBN 4-09-121133-X          | 1º settembre 2000           |
| 16 | aprile 1985                 | ISBN 4-09-121136-4          | 1º ottobre 2000             |
| 17 | giugno 1985                 | ISBN 4-09-121137-2          | 1º novembre 2000            |
| 18 | settembre 1985              | ISBN 4-09-121138-0          | 1º dicembre 2000            |
| 19 | ottobre 1985                | ISBN 4-09-121139-9          | 1º gennaio 2001             |
| 20 | dicembre 1985               | ISBN 4-09-121140-2          | 1º febbraio 2001            |
| 21 | aprile 1986                 | ISBN 4-09-121451-7          | 1º marzo 2001               |
| 22 | maggio 1986                 | ISBN 4-09-121452-5          | 1º aprile 2001              |
| 23 | agosto 1986                 | ISBN 4-09-121453-3          | 1º maggio 2001              |
| 24 | ottobre 1986                | ISBN 4-09-121454-1          | 1º giugno 2001              |
| 25 | novembre 1986               | ISBN 4-09-121455-X          | 1º luglio 2001              |
| 26 | gennaio 1987                | ISBN 4-09-121456-8          | 1º agosto 2001              |

## Anime
L'anime, prodotto da Group TAC e Gallop, è stato trasmesso su Fuji TV tra marzo 1985 e marzo 1987 per un totale di 101 episodi. Un BOX laserdisc della serie è uscito il 10 dicembre 1995. In Giappone è stato uno degli anime più visti durante il periodo di trasmissione. Nella lista dei 100 migliori anime stilata da TV Asahi nel 2005 e votata dai telespettatori giapponesi, Touch si è classificata al 9º posto.
In Italia è stato trasmesso su Italia 1 dal settembre 1988 con il titolo Prendi il mondo e vai. La versione italiana presenta diverse censure, a partire dal cambio dei nomi dei personaggi.

### Sigle
La sigla italiana, scritta da Alessandra Valeri Manera con la musica di Massimiliano Pani ed interpretata da Cristina D'Avena, presenta un arrangiamento completamente diverso dalle originali e viene usata sia in apertura che in chiusura.
Sigla di apertura
- Touch (タッチ?), di Yoshimi Iwasaki (ep. 1-27)
- Ai ga hitoribocchi (愛がひとりぼっち?), di Yoshimi Iwasaki (ep. 28-56)
- Che-! Che-! Che-! (チェッ！チェッ！チェッ！?), di Yoshimi Iwasaki (ep. 57-79)
- Hitoribocchi no duet (ひとりぼっちのデュエット?), di Yumekojo (ep. 80-93)
- Jōnetsu monogatari (情熱物語?), di Yoshimi Iwasaki (ep. 94-101)

Sigla di chiusura
- Kimi ga inakereba (君がいなければ?), di Yoshimi Iwasaki (ep. 1-27)
- Seishun (青春?), di Yoshimi Iwasaki (ep. 28-62)
- Yakusoku (約束?), di Yoshimi Iwasaki (ep. 63-79)
- Kimi wo tobashita gogo (君をとばした午後?), di Yumekojo (ep. 80-101)

Sigla di apertura e di chiusura italiana
- Prendi il mondo e vai, di Cristina D'Avena

## Film

### Film cinematografici
Dal 1986 al 1987 sono stati trasposti tre film cinematografici che sono il riassunto della serie con immagini tratte dalla stessa, seppur con qualche differenza.
- Touch - Una vita per il baseball (タッチ 背番号のないエース?, Tatchi: Sebangō no nai ēsu), uscito il 12 aprile 1986, diretto da Gisaburō Sugii.
- Touch 2 - Sfida aperta (タッチ２ さよならの贈り物?, Tatchi 2: Sayonara no okurimono), uscito il 13 dicembre 1986, diretto da Naoto Hashimoto.
- Touch 3 - Una grande rivincita (タッチ３ 君が通り過ぎたあとに –ＤＯＮ'Ｔ ＰＡＳＳ ＭＥ ＢＹ–?, Tatchi 3: Kimi ga tōri sugita ato ni -DON'T PASS ME BY-), uscito l'11 aprile 1987, diretto da Akinori Takaoka.

### Film televisivi

#### Touch - Miss Lonely Yesterday
L'11 dicembre 1998 è stato trasmesso su Nippon Television il film Touch - Miss Lonely Yesterday (タッチ Ｍｉｓｓ Ｌｏｎｅｌｙ Ｙｅｓｔｅｒｄａｙ – あれから、君は⋯?, Tatchi: Miss Lonely Yesterday - Are kara, kimi wa…), diretto da Akinori Nagaoka. In Italia è stato pubblicato, prima in VHS poi in DVD, da Yamato Video, con la supervisione, l’adattamento e la direzione del doppiaggio di Nicola Bartolini Carrassi, mantenendo i medesimi doppiatori della serie principale, ma con un adattamento più fedele all'originale. Esso narra le vicende dei protagonisti e comprimari cinque anni dopo quelle delle superiori.
Sono passati ben cinque anni dalla morte di Kim, e tre da quando Tom è riuscito a realizzare il suo sogno e quello di suo fratello: vincere il campionato di baseball della scuola. Da allora molte cose sono cambiate: Tom ossessionato da quel perenne contrasto con il suo fratello gemello ha abbandonato il baseball, per dedicarsi alla carriera di studente universitario, mentre Minami ha proseguito con successo il suo percorso di ginnasta, pur non essendo felice. Il rapporto tra i due protagonisti nel mentre è cambiato, se Tom infatti aveva dichiarato tutto il suo amore a Minami ora sembra distante, cosa che fa soffrire molto Minami. Tom inoltre viene corteggiato da una avvenente studentessa universitaria, Kayoko, il che fa molto ingelosire Minami, soprattutto perché Kayoko le fa credere che insieme loro due passino molto tempo assieme, e che lui non ami più passare del tempo assieme a lei. Minami dunque rattristata dal comportamento di Tom accetta la corte di Nello, ex rivale di Tom, che a differenza sua continua a giocare a baseball. Nel frattempo Emanuele, ex rivale di Tom ora è diventato una star del baseball, mentre Giancarlo è ancora al liceo e continua a essere il capitano della squadra di baseball della scuola superiore, sotto la direzione del signor Doriano, ora ritornato saldamente ad allenare la squadra. Emanuele pur essendo diventato un campione non ha mai risolto del tutto il suo problema al gomito, ormai irrimediabilmente incurabile. Dopo una serie di sconfitte, la squadra di Emanuele viene retrocessa e lui si ritrova a giocare la sua ultima partita prima del ritiro, partita alla quale Tom partecipa come spettatore. L'aver rivisto una partita di baseball fa tornare a Tom la voglia di tornare a giocare, Minami invece decide di abbandonare la ginnastica artistica per inseguire un nuovo sogno. In seguito Kayoko rivela a Tom che era interessata a lui solo perché aveva avuto un passato in parte simile al suo, e che quella veramente innamorata di lui è Minami. Nello invece dopo aver capito che Minami non lo potrà mai amare decide di farsi da parte, e incoraggia Tom a recuperare il rapporto con lei. Alla fine della vicenda Tom e Minami ritornano finalmente insieme, ma il destino li separerà di nuovo: Tom infatti parte per gli Stati Uniti per giocare a baseball da professionista.

#### Touch - Cross Road
Il 9 febbraio 2001 è stato trasmesso su Nippon Television il film Touch - Cross Road (タッチ ＣＲＯＳＳＲＯＡＤ～風のゆくえ～?, Tatchi: CROSSROAD ~Kaze no yukue~), diretto da Akinori Nagaoka. In Italia è stato pubblicato, prima in VHS poi in DVD, da Yamato Video,  con la supervisione, l’adattamento e la direzione del doppiaggio di Nicola Bartolini Carrassi, mantenendo i medesimi doppiatori della serie principale, ma con un adattamento più fedele all'originale. È il seguito del film del 1998 e riprende la vita dei due protagonisti.
È passato del tempo da quando Tom e Minami si sono separati. Ora Tom è approdato negli Stati Uniti per realizzare il suo grande sogno, cioè giocare a baseball da professionista, mentre Minami in Giappone ha scelto di dedicarsi alla fotografia. I due protagonisti si sono fatti una promessa prima di separarsi: ognuno di loro avrebbe trovato la sua strada, Tom non sarebbe stato più all'ombra del suo fratello gemello Kim, mentre Minami avrebbe finalmente capito cosa voleva fare dopo il suo ritiro dalla ginnastica artistica. Tom diventa uno dei lanciatori ufficiali degli Emeralds, squadra con un glorioso passato alle spalle, ma che non è più riuscita a tornare alla ribalta, nonostante questo però il suo anziano proprietario crede molto nella sua creatura, e non vuole abbandonarla. Tom all'interno della squadra diventa un campione, e grazie a lui presto gli Emeralds riescono a vincere una partita dietro l'altra, ma nonostante questo non mancheranno le difficoltà: Tom dovrà vedersela oltre a i lanciatori più forti del campionato, anche con Josè, l'altro lanciatore della squadra, suo rivale. Minami nel mentre diventa l'aiutante di un fotografo, e dopo varie difficoltà, riesce a realizzare le sue prime foto, che non lasciano indifferente il suo capo, che tuttavia non lo ammetterà apertamente. Fuori dal campo di baseball Tom instaura una forte amicizia con Alice, la nipote del proprietario degli Emeralds, grande appassionata di baseball e segretamente innamorata di lui. Alice un giorno decide di farsi avanti e dichiarare il suo amore a Tom, ma quando scopre che lui ha già una ragazza che lo attende, decide di farsi da parte, seppur con grande sofferenza. Intanto a soffrire non è solo Alice, ma anche suo nonno che sarà costretto a sciogliere la sua squadra alla fine del campionato: ormai lo stadio ufficiale della squadra è deserto e per questo a un passo dal fallimento. Gli Emeralds si guadagnano alla fine l'accesso alla finale del campionato, e dopo una partita combattuta Tom segna il punto della vittoria nell'ultimo inning, dopo che il coach gli fa prendere il posto di Josè. Il successo della squadra ha scongiurato il suo scioglimento e Tom può inoltre festeggiare la vittoria proprio con Minami, giunta fin negli Stati Uniti per fotografare la partita, dopo che il suo datore di lavoro l'aveva ingaggiata personalmente per effettuare il servizio. I due protagonisti si ritrovano; Tom ha finalmente trovato la sua strada e come spiega a Minami l'ha trovata proprio lì, quella sera, e lascia intendere che è proprio lì che vuole restare; Minami invece tornerà in Giappone per trovare il proprio futuro che, probabilmente, sarà nel mondo della fotografia. L'ultima immagine del film, in dissolvenza, lascia intravedere un bacio tra i due protagonisti.

## Live action

### Live action 1987
Il 1º giugno 1987 è stato trasmesso su Fuji TV, stessa rete che ha trasmesso la serie anime, un film basato sull'opera con attori veri, diretto da Yoshiharu Ueki.

### Live action 2005
Il 10 settembre 2005 è uscito un secondo film con attori veri con la regia di Isshin Inudo e l'attrice Masami Nagasawa nella parte di Minami Asakura.
- Minami: Masami Nagasawa
- Tatsuya: Shota Saito
- Kazuya: Keita Saito
- Sayuri: Nozomi Andō
- Haruko: Jun Fubuki
- Akio: Seiji Fukushi
- Eiji: Hirotaro Honda
- Shinobu: Tomoko Ikuta
- Shingo: Fumiyo Kohinata
- Shohei: Rikiya Kurokawa
- Kotaro: Shinsuke Hiratsuka
- Insegnante: Koh Takasugi
- Toshio: Shin Takuma
- Sig. Okamoto: Yu Tokui
- Takeshi: Fuuma Uehara
- Sonoko: Chinatsu Wakatsuki
- Capo dipartimento del club di boxe: Tetsu Watanabe
- Capo dipartimento: Hajime Yamazaki
- Takashi Nagayama
- Tatsuya bambino: Tatsuki Shibuya
- Kazuya bambino: Itsuki Shibuya

## Altro

Francobollo dedicato a Touch emesso dalle poste giapponesi

### Libri e romanzi
1. Touch - Adachi Mitsuru jisen fukusei genga-shū (タッチ あだち充自選複製原画集?), novembre 1986, ISBN 4-09-199591-8.
2. Touch - Mou hitotsu no last scene (タッチ もうひとつのラストシーン?), 5 agosto 2005, ISBN 4-09-408045-7.

### Videogiochi
Nel 1987 sono usciti due videogiochi, uno d'avventura e uno d'azione.
| Nº | Titolo videogioco                                                                                             | Piattaforma     | Produttore | Data uscita   |
| -- | --- | --------------- | ---------- | ------------- |
| 1  | Touch (タッチ?)                                                                                               | PC-8801/SR      | Compile    | gennaio 1987  |
| 2  | City Adventure - Touch: Mystery of Triangle (シティ・アドベンチャー タッチ ミステリー・オブ・トライアングル?) | Family Computer | Compile    | 14 marzo 1987 |

### Musical
L'opera è stata adattata, con molte differenze dall'originale, anche in un musical per bambini nella primavera del 1987 con Shinobu Sakagami nella parte sia di Tatsuya e Kazuya Uesugi e Yuki Kudō nella parte di Minami Asakura.

### Radio
In occasione del 20º anniversario della serie animata, dal 29 settembre al 1º dicembre 2004 è andato in onda Asakura Minami no All Night Nippon (浅倉南のオールナイトニッポン?), uno speciale condotto dalla doppiatrice originale di Minami, Noriko Hidaka, e con ospiti gli altri doppiatori dei personaggi principali.

## Accoglienza
Nel sondaggio Manga Sōsenkyo 2021 indetto da TV Asahi, 150 000 persone hanno votato la loro top 100 delle serie manga e Touch si è classificata al 24º posto.